# Ice Ribbon

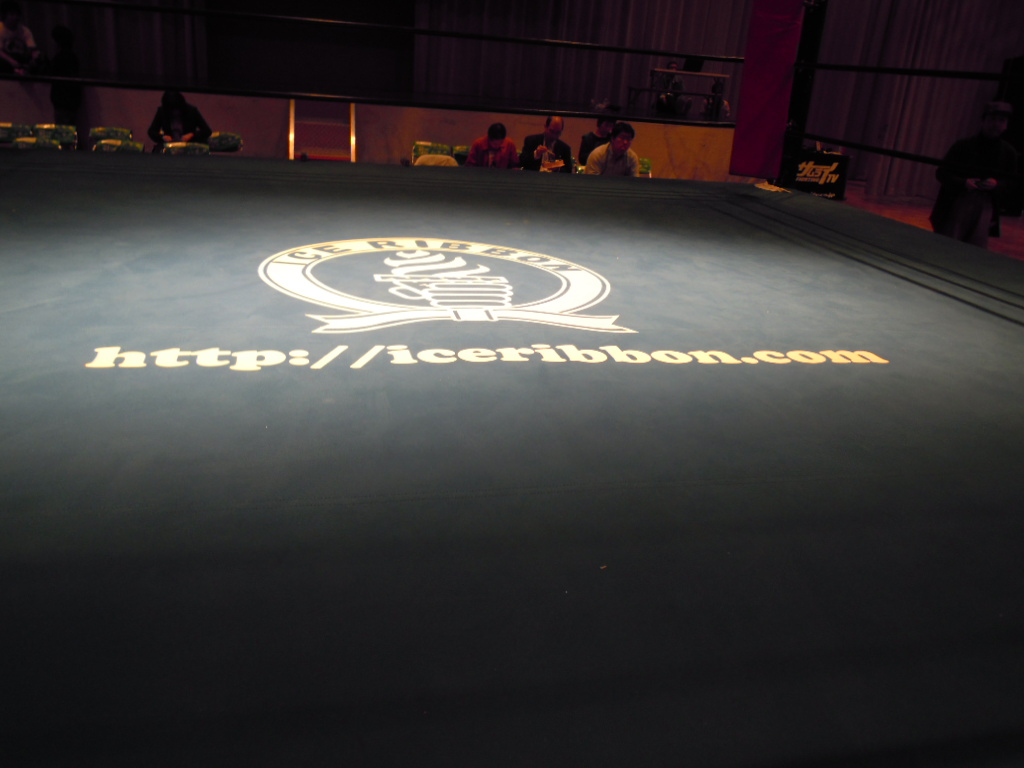
IceRibbon

Ice Ribbon (アイスリボン, Aisuribon) és una empresa japonesa de joshi puroresu (lluita lliure professional femenina) fundada l'any 2006 per Emi Sakura, després de la seva separació de Gatokunyan. Aquesta promoció és especialment coneguda per la seva aposta per lluitadores professionals menors d'edat, destacant les antigues campiones Riho i Kurumi, que van debutar amb només nou anys, establint un rècord dins de la disciplina.

## Història

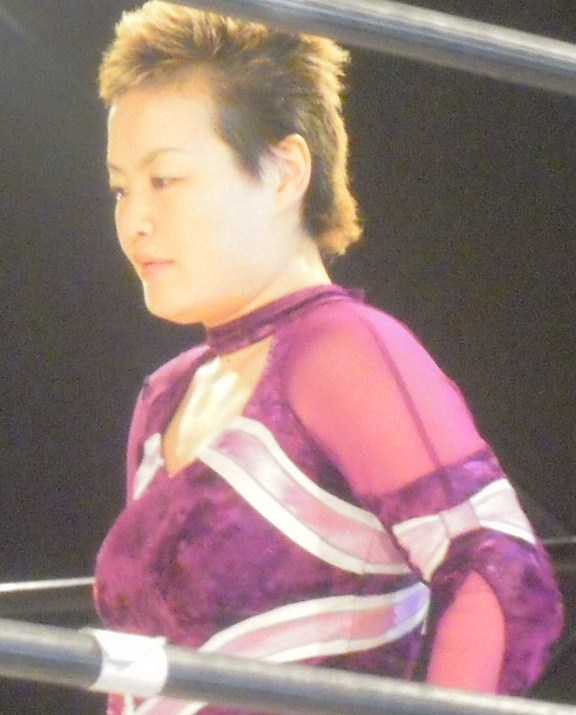
Emi Sakura

Ice Ribbon va ser fundada per Emi Sakura, una lluitadora professional que va estar actiu amb IWA Japan i FMW a la dècada de 1990 com Emi Motokawa. Ice Ribbon es va separar de Gatokunyan, la promoció anterior de Sakura, i va tenir la seva primera targeta el 20 de juny de 2006, a Tòquio.
Ice Ribbon va establir el seu propi dojo a Warabi, a la prefectura de Saitama. Els primers espectacles de la promoció es van dur a terme principalment en aquest dojo, conegut com a Isami Wrestle Arena dins de la promoció.
Amb el temps, Ice Ribbon va començar a organitzar diversos esdeveniments anuals més grans, com el Golden Ribbon i el RibbonMania, que se celebren al prestigiós Korakuen Hall de Tòquio.
La llista inicial d'Ice Ribbon estava formada per lluitadors que es van transferir de Gatokunyan. La llista de la promoció va començar a expandir-se gràcies a col·laboracions amb un programa de televisió anomenat "Muscle Venus" i la pel·lícula de 2009, "Three Count". Com a part d'aquestes col·laboracions, Ice Ribbon va reclutar i formar diverses actrius com a lluitadores. Entre les actrius formades per Ice Ribbon, Hikaru Shida, Miyako Matsumoto i Tsukasa Fujimoto es van mantenir actives com a lluitadores. Ice Ribbon també va cridar l'atenció per entrenar i debutar nens com a lluitadors. Per exemple, els lluitadors d'Ice Ribbon Riho i Hiragi Kurumi van debutar als nou anys, mentre que Hikari Minami i Tsukushi tenien onze i dotze, respectivament, quan van fer el seu debut.Alguns dels nens que van debutar en la lluita professional com a part d'Ice Ribbon, com Aoi Kizuki, Makoto, Moeka Haruhi, Kurumi i Riho, segueixen actius com a lluitadors.

## Campionats
| Campionat                                  | Actual campió                   | Data de guanyar      |
| ------------------------------------------ | ------------------------------- | -------------------- |
| ICE×∞ Championship                         | Yuki Mashiro                    | 19 d'octubre de 2024 |
| International Ribbon Tag Team Championship | Mukomako(Hamuko Hoshi i Makoto) | 14 de juliol de 2024 |
| Triangle Ribbon Championship               | Kyuri                           | 24 d'agost de 2024   |

| Campionat         | Última campió    | Data de retir        |
| ----------------- | ---------------- | -------------------- |
| IW19 Championship | Tsukasa Fujimoto | 14 de juliol de 2013 |